# Ángel María Ocampo Berrio
Ángel María Ocampo Berrio SI (ur. 9 grudnia 1897 w Santa Rosa de Osos, zm. 21 kwietnia 1991 w Medellín) – kolumbijski duchowny rzymskokatolicki, jezuita, biskup Socorro y San Gil i arcybiskup Tunji.

## Biografia
27 sierpnia 1930 otrzymał święcenia prezbiteriatu i został kapłanem Towarzystwa Jezusowego.
23 czerwca 1942 papież Pius XII mianował go koadiutorem biskupa Socorro y San Gil oraz biskupem tytularnym cynopolitańskim. 16 sierpnia 1942 w katedrze w Bogocie przyjął sakrę biskupią z rąk nuncjusza apostolskiego w Kolumbii abpa Carlo Sereny. Współkonsekratorami byli arcybiskup Medellín Joaquín Garcia Benitez CIM oraz biskup pomocniczy bogotański Luis Andrade Valderrama OFM.
19 lipca 1947, gdy 93-letni biskup Socorro y San Gil Leonidas Medina przeszedł na emeryturę, bp Ocampo Berrio został ordynariuszem diecezji.
6 grudnia 1950 ten sam papież mianował go biskupem Tunji. 20 czerwca 1964, gdy diecezja Tunja została podniesiona do rangi archidiecezji, bp Ocampo Berrio został jej arcybiskupem metropolitą.  Jako ojciec soborowy wziął udział soborze watykańskim II.
20 lutego 1970 przeszedł na emeryturę. Po rezygnacji mianowany został arcybiskupem tytularnym Castulo. Tytuł ten nosił do 10 marca 1973, następnie tytułowany był emerytowanym arcybiskupem Tunji. Zmarł 21 kwietnia 1991.